# 35. People’s Choice Awards-gála
A 35. People’s Choice Awards-gála a 2008-as év legjobb filmes, televíziós és zenés alakításait értékelte. A díjátadót 2009. január 7-én tartották a kaliforniai Shrine Auditoriumban, a műsor házigazdája Queen Latifah volt. A ceremóniát a CBS televízióadó közvetítette.

## Győztesek és jelöltek
Forrás:
| Az év új tévévígjátéka | Az év filmes dala |
| --- | --- |
| - Elvált Gary - Kath és Kim - Életem legrosszabb hete | - Meryl Streep - "Mamma Mia" (Mamma Mia!) - Jack White, Alicia Keys - "Another Way to Die" (A Quantum csendje) - Fergie - "Labels or Love" (Szex és New York) |
| Az év drámája | Az év vicces férfi sztárja |
| - A méhek titkos élete - 21 – Las Vegas ostroma - Sasszem | - Adam Sandler - Jim Carrey - Steve Carell |
| Az év férfi akciófilm-sztárja | Az év filmje |
| - Will Smith - Christian Bale - Robert Downey, Jr. | - A sötét lovag - Indiana Jones és a kristálykoponya királysága - A Vasember                                                                                  |
| Az év férfi tévés sztárja | Az év popszáma |
| - Hugh Laurie - Charlie Sheen - Patrick Dempsey | - Katy Perry - "I Kissed a Girl" - Rihanna - "Disturbia" - Jordin Sparks, Chris Brown - "No Air"                                                              |
| Az év rockszáma | Az év női előadója |
| - Kid Rock - "All Summer Long" - OneRepublic, Timbaland - "Apologize" - Coldplay - "Viva la Vida"                                                                      | - Carrie Underwood - Alicia Keys - Rihanna |
| Az év férfi filmsztárja | Az év férfi előadója |
| - Will Smith - Harrison Ford - Robert Downey, Jr. | - Chris Brown - Brad Paisley - Kenny Chesney |
| Az év vígjátékműsora | Az év vicces női sztarja |
| - Két pasi – meg egy kicsi - Nem ér a nevem - Ki ez a lány? | - Tina Fey - Ellen DeGeneres - Whoopi Goldberg |
| Az év családi filmje | Az év női filmsztárja |
| - WALL·E - Narnia Krónikái: Caspian herceg - Kung Fu Panda | - Reese Witherspoon - Angelina Jolie - Keira Knightley |
| Az év vígjátéka | Az év drámaműsora |
| - 27 idegen igen - Zsenikém – Az ügynök haláli - Mamma Mia! | - Doktor House - CSI: A helyszínelők - A Grace klinika |
| Az év együttese | Az év vezető színésznője |
| - Rascal Flatts - Coldplay - Maroon 5 | - Kate Hudson - Anne Hathaway - Queen Latifah |
| Az év női tévés sztárja | Az év hip-hopszáma |
| - Christina Applegate - Mariska Hargitay - Sally Field | - Flo Rida, T-Pain - "Low" by - Kanye West - "Good Life" - Lil Wayne, Static Major - "Lollipop"                                                               |
| Az év rajzfilmsorozata | Az év vezető színésze |
| - A Simpson család - Family Guy - South Park | - Brad Pitt - Christian Bale - Mark Wahlberg |
| Az év countrydala | Az év beszélgetős műsorvezetője |
| - Carrie Underwood - "Last Name" - Taylor Swift - "Love Story" - Rascal Flatts - "Take Me There"                                                                       | - Ellen DeGeneres - David Letterman - Regis Philbin, Kelly Ripa                                                                                               |
| Az év duója | Az év R&B dala |
| - Christian Bale és Heath Ledger - A sötét lovag - Shia LaBeouf és Harrison Ford - Indiana Jones és a kristálykoponya királysága - Tina Fey és Amy Poehler - Bébi mama | - Alicia Keys - "No One" - Rihanna - "Take a Bow" - Chris Brown - "With You"                                                                                  |
| Az év realityje | Az év női akciófilm-sztárja |
| - Dancing with the Stars - American Idol - A nagy házátalakítás | - Angelina Jolie - Anne Hathaway - Cate Blanchett |
| Az év új drámaműsora | Az év stábja |
| - A mentalista - 90210 - A rejtély | - A sötét lovag - Mamma Mia! - Szex és New York |
| Az év figyelemlopó színésze | Az év online alkotása |
| - Robin Williams - Esküdt ellenségek: Különleges ügyosztály - Britney Spears - Így jártam anyátokkal - Luke Perry - Esküdt ellenségek: Különleges ügyosztály           | - Dr. Horrible’s Sing-Along Blog - Dance Battle 2 - Kobe Bryant Attempts Massive Stunt - Paris Hilton Responds to McCain Ad - Pork and Beans                  |
| Az év felhasználók által kreált videója | Az év dívája drámaműsorban |
| - Barack Roll - Fred Goes Swimming - "Star Wars" A Cappella Tribute - Wassup 2008 - Where the Hell is Matt (2008)                                                      | - Kyra Sedgwick - A főnök - Holly Hunter - Saving Grace - Mary-Louise Parker - Nancy ül a fűben                                                               |
| Az év versenyshowja | Az év független filmje |
| - Deal or No Deal - Are You Smarter than a 5th Grader? - Jeopardy! | - A méhek titkos élete - A hercegnő - Miss Pettigrew nagy napja                                                                                               |
| Az év sci-fi/fantasyműsora | Az év szuperhőse |
| - Hősök - Odaát - Terminátor – Sarah Connor krónikái | - Christian Bale - Bruce Wayne/Batman - Robert Downey, Jr. - Tony Stark/Vasember - Will Smith - John Hancock                                                  |
| Az év kollaborációja | |
| - Jordin Sparks, Chris Brown - "No Air" - Madonna f/Justin Timberlake - "4 Minutes" - Natasha Bedingfield, Sean Kingston - "Love Like This"                            | |

## Fordítás
- Ez a szócikk részben vagy egészben  a(z)   35th People's Choice Awards című angol Wikipédia-szócikk fordításán alapul.  Az eredeti cikk szerkesztőit annak laptörténete sorolja fel. Ez a jelzés csupán a megfogalmazás eredetét és a szerzői jogokat jelzi, nem szolgál a cikkben szereplő információk forrásmegjelöléseként.